# Alejandro Civilotti
Alejandro Gabriel Civilotti Carvalho (n. La Plata; 22 de junio de 1959) es un compositor argentino afincado desde 1984 en Barcelona, España.

## Biografía y estética musical
Civilotti tuvo su primer contacto con la música en el ámbito popular, actuando como guitarrista tanto en Argentina como en otros países de Latinoamérica. En su ciudad natal, a partir de 1978 y hasta trasladarse a Barcelona a finales del año 1984, tomó clases de armonía, contrapunto y composición con Enrique Gerardi, discípulo de Alberto Ginastera y de Pierre Schaeffer y Nadia Boulanger en París. Gerardi fue fundador del Grupo Sonoridades Alternativas junto a Luis Mihovilcevic y Pablo Loudet y uno de los pioneros del experimentalismo musical argentino en el campo de la música concreta y la música electroacústica. 
Ya en Barcelona Civilotti tomó contacto con Josep Soler, con quien continuó su formación en composición e instrumentación. En la misma época recibió formación de Joan Guinjoan y Gabriel Brncic. Soler ha comparado su obra In memoriam (1988) con El superviviente de Varsovia de Arnold Schoenberg por ser a la vez "de un empuje brutal y, al mismo tiempo, de una infinita delicadeza" (Ángel Medina: 1998).
Su música muestra por un lado una marcada influencia por el lenguaje cromático y la utilización del folklore musical que hay en la obra de Béla Bartók, especialmente en Música para cuerda, percusión y celesta, y por otro una recepción personal del universo expresionista que podemos hallar en Alban Berg y la Segunda Escuela de Viena. Así lo considera el escritor y crítico José Luis García del Busto, quien descubre estas influencias en obras de su etapa de madurez como Cuatro Impresiones para cuerda (1996):

Las Cuatro Impresiones para cuerda de Civilotti son música introspectiva y de expresividad grave que remite a la órbita estética del expresionismo centroeuropeo de principios de siglo. Su momento más bello se encuentra en el emotivo y misterioso final.

A su obra, el crítico y compositor Enrique Franco se ha referido en los siguientes términos:

Civilotti domina la orquesta de manera que piensa y siente en sinfónico; huye de todo efectismo para subrayar lo que Falla denominaba sustancia musical. Es ahí donde reside la verdadera originalidad de un creador, la que otorga a su obra permanencia más real si se añade un impulso comunicativo tan fuerte.

En las notas al programa del estreno de su obra Cinco Grabados para Orquesta, el crítico amplía su descripción:

El pensamiento y el lenguaje de Civilotti asimila cuantas posibilidades ofrece el incesante oleaje de experiencias descubiertas y nuevas aventuras del mundo musical de hoy a partir de un repertorio de intuiciones personales, y a través de una técnica sólida de escritura que aún en los pasajes de mayor complejidad nos transmite una sensación de claridad, equilibrio y buen orden no exento de una pasión íntima y ardiente. En Civilotti, al contrario del famoso grabado de su admirado Goya, “El sueño de la razón produce belleza”… Una orquesta expresiva, que acumula densidades y tensiones, diversificada en unos casos por secciones, acumulativa, en otros, da por resultado una obra penetrante, sustantivamente dramática o líricamente replegada. Recibimos la sensación de que el autor sabe con exactitud lo que quiere expresar y lo realiza con gran precisión. … Civilotti añade no escasos matices al ‘corpus’ de la música escrita en la España de hoy.

El crítico Pablo Bardin ha destacado sobre su concierto para violonchelo Auris Concertum:

De la partitura se desprende un lenguaje fluido de claras reminiscencias tonales, muy basado en el trabajo interválico y en breves motivos rítmico-melódicos. Utiliza una orquesta amplia pero no excesiva, con buen número de instrumentos para dar color y ambientación. Se observa una cuidada artesanía y un lenguaje moderado, sin ambiciones vanguardistas. La escritura para el chelo tiene considerables dificultades pero evita alardes virtuosísticos (...) La música se va diluyendo hasta los últimos compases en los que acordes suaves son contrastados por otros de las cuerdas Col legno. El compositor opta por la sobriedad hasta que adviene el silencio...

En 2005 inició su labor como profesor en el Posgrado en Composición y Música de Cámara de la Universidad Autónoma de Barcelona.
Entre 2013 y 2017 ha implantado y dirigido la "Tecnicatura en Músico Social" en la Ciudad de Formosa, Argentina.
Actualmente es miembro de la Asociación Catalana de Compositores. El fondo personal de Alejandro Civilotti se conserva en la Biblioteca de Catalunya.
Está considerado uno de los compositores más importantes de su generación en el panorama musical español contemporáneo- donde ha desarrollado su tarea creativa y pedagógica, como profesor de harmonía y composición en el Conservatorio Profesional de Música de Badalona.

## Obra

### Obras para coro
Inframundi (1998)
I. Texto Teotihuacano
II. Texto de Séneca (Latín) sobre Orpheo.
Les Quatre estacions (sobre poemas populares catalanes).
Obra encargo del Ministerio de Cultura Francés
Salve Regina.
Coro de voces blancas y órgano.

### Obras para orquesta
-Sinfonía I (1985)
-Cinco Grabados para orquesta (1991)
-Sinfonía II Azteca (1996-1998). Barítono-Bajo solo, Coro mixto y Gran orquesta.
-Sinfonía III The Garden of Mist (2000)
-Sinfonía IV (2001)
-The Scream (2001)
-Elegía por Julia Ponce, de Lavapiés (2002)
-... en Abril (2002)
-Sinfonía V (2004)
-Concierto para Bandoneón y Orquesta (2006)
-Suite Quasi Tango (2007, orq. 2010)

### Obras para orquesta de cuerdas
-Elegía trágica (1987). Flauta solo. Pno.Timp.Flexatono(1)
-Cuatro impresiones para cuerdas(1996)
-Concierto de Cámara (1998-2000). Para oboe y orquesta de cuerdas
-Ocultas geometrías (1999). Piano y orquesta de cuerdas (clarinete solo ad-libitum)
-Tres Postales para Marianela (2002). Flautas (8) Cl.(Bb) Fg. Pno. y Cuerdas (sin CB)
-Concierto para Tuba y cuerdas (2006)
-Miralls (2012). Para la Orquesta de Cambra Amics dels Clàssics

### Obras para voz solista y orquesta
-Momentos del Poeta (1987). Para tenor y orquesta. Sobre poemas del poeta ruso Vladímir Mayakovski.
-Padre Nostro (1998). Para soprano, barítono y orquesta
-Elogio por Santander (2004). Gran orquesta y coro mixto. Textos de Amós de Escalante

### Obras para voz y cámara
-Plegarias al Silencio (2001). Para soprano dramática y cuarteto de clarinetes, sobre poema de Diego Civilotti.
-La tierra desnuda (2003). Para soprano y cuarteto de cuerdas, sobre poemas de Núria Casellas
-Natsu no chò (Mariposa de verano)(2005). Sobre Haikús de Sumiko Isobe
-Los pasos callados (2005). Para soprano y bandoneón, sobre un poema de Diego Civilotti.
-Lacrimosa (2008). Para soprano y clarinete (Bb), sobre poemas de Josep Soler.

### Obras para instrumentos solistas y orquesta
-Variantes concertantes-para piano y orquesta (1988-89)
-Rapsodia para percusión solo y orquesta(1992). Dedicada a Ángel Frette
-Auris Concertum, para Violoncello y orquesta (2001). Dedicada a S.M. la Reina Sofía.
-Concierto  para Bandoneón y gran Orquesta, in memoriam Omar Lupi(2002). Dedicada a Pablo Mainetti y Marcelo Mercadante
-Auris Resonantiam, para Violín y Orquesta (2003)
-Concierto para Clarinete (A) y Gran orquesta (2004). Para Joan Pere Gil
-Concierto para guitarra eléctrica y orquesta (2005). In memoriam Sergio Javier Godoy.
-Urdaibai (2009) A Pilar y Soledad, de Errigoiti.
-Cantata sobre Colón (2005-06). Para coro, Bajo (solista), relator y Gran Orquesta. Poemas de Diego Civilotti
-Robaiyyat (2010). Para coro y mixto y Gran Orquesta. Sobre los Robaiyyat de Omar Jayyam

### Obra para instrumento solo
-Improvisando en las sombras, para guitarra (1979)
-Cadenza para oboe solo (1982)
-Concierto para piano solo (1986)
-Tres piezas para flauta sola (1985)
-Músicas nocturnas (1992). Para piano solo
-Soliloqui para fagot solo (1997). Para Albert Morcillo
-Dos preludios y fugas, para piano solo (1999)
-Sonata para piano (2002)
-Cadencia para viola solo (2003)
-Solo para Pere en Bb (2004). Para Joan Pere Gil Bonfill
-Pequeños universos (2007). Para cello solo y recitado, sobre poemas de Eduardo Godoy.
-Cuatro escenas (2008). Para piano solo.
-Tres escenas/recuerdos (2009). Para guitarra sola, a David Sanz.
-Seres mitológicos argentinos (2010). Cuatro piezas para flauta sola.
-Pour Silvette (2010). Suite para cello solo
-Nocturno para Nati (2010). Para piano solo. Dedicado a Nati Cubells

### Música de cámara
-Tres piezas para clarinete y piano (1980)
-Canto lamento y danza (1982). Para oboe y piano
-El flautista de Hamelin (1984). Suite para teatro de marionetas
-Fantasía para quinteto de viento (1988)
-In Memoriam (1988). Audiovisual, en memoria de los desaparecidos de Argentina.
-Sonata para Violoncello y piano (1989)
-Sonata para violín y piano (1990)
-Vinará (1991). Para Miguel Ángel Estrella
-Antiphonos (1995)Fl.Ob. Cl.(A) also Bass.Cl.(Bb).Horn(F)Fg. y perc.solo: Marimba also
Vibraphono.
-Sonata para trombón y piano (2000)
-Four Sketch to Rodney and Karen (2001). Para trompeta y piano
-Trío concertante (2003. Cl.(A), Bass-Cl.also Bb Cl., Arpa
-Otros Rumores (2003)
-Fantasía para Anna, para flauta y piano (2004)
-Arte contra Guerra (2004). Para Clarinete(Bb), Violín y Violoncello
-Duettos de Abril, in memoriam Sergio Javier Godoy (2005). Para guitarra eléctrica y Clarinete (Bb)
-Los pasos callados (2005)
-Natsu No chò (2005)
-Impromtu, recuerdo y Danza (2007). Para fagot y piano
-Transparencias (2008). Para violoncello y viola
-Ph Trio. Imaginando a Don Conrado “Panete” Carvalho (2008). Para Flauta, E.Horn y (Bb)Clarinete.
-Cuartetos de cuerdas I y II
-In Memoriam. Para conjunto instrumental.
-Tocata para nueve.
-Janus Trío (2011). Para Clarinete, Violoncello y piano
-Huayra Trío (2011). Para Violín, Chelo y piano
-Solitudes (2011). Para Viola y percusión
-A la deriva, para Contrabajo y piano (2012). Para Diego Civilotti

### Música para banda
-Las medias de los flamencos (1982). Suite para banda y relator sobre un cuento de Horacio Quiroga
-Viaje a la Luna (1995). Fantasía para Banda en cinco escenas sobre el guion cinematográfico de Federico García Lorca
-Impromptu, recuerdo y danza (2007). Versión para Fagot y Banda)
-Sur/fantasía (2010). Fantasía concertante para Bandoneón, violín y Banda.

### Música para la escena
-Panidán (1986). Ópera de cámara para teatro de marionetas
-Adagio del bosque (2006). Acción dramática con texto de Diego Civilotti, escrita para el ciclo Teatro por la Identidad.
Fl.(also Picc) Ob.(also E.Horn), Cl.(A) also Bass-Cl. Fg. Trbn. bajo, Percusión (2), Piano, Bandoneón, 2Vl., Vla., Chelo,  Contrabajo, Mezzo Soprano, Coro de voces blancas, y cuatro actores.
-Siete escenas-Egipto (2009). Ballet para la Asociación cultural Viatgers en el temps
-Quetzalcoalt (en composición). Drama lírico sobre la caída de Tenochtitlan
-Karaí, el héroe (en composición). Drama musical en tres actos sobre la novela homónima de Adolfo Colombres.

### Música para cine
-Vida mía (2006). Banda sonora sobre un film de Marcel Leal.
(G)Fl. Also picc. (Bb)Cl. Also Bass Cl. Trpt. 1Trbn. 1 Trbn.Bass.
Perc. 2Vl. Vla, Vc. Y CB.
Estreno: Cines Verdi y Festivales Internacionales.
-Los años del silencio (2009). Banda sonora sobre un film de Marcel Leal.
Quinteto de cuerdas
Estreno: Cines Verdi y Festivales Internacionales.

## Premios y reconocimientos
-1.er Premio del Concurso de Juventudes Musicales de Barcelona con su obra Fantasía para quinteto de vientos (1988)
-Premio Nacional del disco 1988 otorgado por el Ministerio de Cultura otorgado al volumen II del CD de la Associació Catalana de Compositors, en el cual participa su obra In Memoriam, escrita en memoria de los desaparecidos de Argentina.
-Finalista en el II Panorama de Jóvenes Compositores de la O.N.E., concierto celebrado en el Teatro Real de Madrid (1988), con su obra Sinfonía I.
-Premio Ciutat de Barcelona 1988, con su obra Momentos del Poeta.
-1.er Premio Luis de Narváez de la Ciudad de Granada 1990, por su Cuarteto de Cuerdas.
-1.er Premio Internacional Francesc Civil de la Ciutat de Girona 1991, por su Concierto para piano solo.
-1.er Premio Internacional Concierto para la Ciudad de Cáceres 1992, con su obra Variantes Concertantes (sobre un tema de Josep Soler), para piano y orquesta.
-1.er Premio del V Concurso Nacional de Composición Manual Valcárcel 1993, con su obra Músicas Nocturnas para piano solo.
-Premio Internacional Ciutat de Tarragona 1993, con su obra Rapsodia para Percusión solo y Orquesta, partitura ésta seleccionada entre 126 obras de todo el mundo y estrenada por la Orquesta Ciudad de Barcelona el 2 / VII / 94, dirigida por el maestro Edmon Colomer.
-Premio Reina Sofía de Composición Musical otorgado por la Fundación Ferrer Salat 1995, por su obra Cinco Grabados para Orquesta, obra estrenada por la Orquesta de la Radiotelevisión Española, bajo la dirección de Sergiu Comissiona.
-Finalista del premio internacional de música de cámara Ciudad de Alcoi 1999.
-Premio Trinac 2003 que otorga el Consejo Argentina de la Música, convocado por la Fundación Encuentros de Buenos Aires.
-Finalista en el Premio de Composición Casa de las Américas 2004, con su obra Músicas para marimba y cuerdas